# Приведённая длина
Приведённая длина́ — величина, измеряемая в единицах длины и условно вводимая для описания физического объекта в тех или иных задачах, но, возможно, не связанная напрямую с его размером. Чаще всего используется применительно к физическому маятнику. 

## Физический маятник
В этом случае под приведённой длиной понимается длина математического маятника, период колебаний которого равен периоду колебаний изучаемого физического маятника.

Она вычисляется как 
{\displaystyle l={\frac {I}{ma}}},
где {\displaystyle I} — момент инерции данного физического маятника относительно точки подвеса, {\displaystyle m} — масса, {\displaystyle a} — расстояние от точки подвеса до центра масс.

## Прочие ситуации
В других областях физики и механики смысл термина «приведённая длина» никак не связан с его смыслом в случае маятника. Так, применительно к жидкостному ракетному двигателю — это отношение объёма камеры сгорания до критического сечения к площади критического сечения этой камеры. В теории сопротивления материалов используется «приведённая длина стержня» (см. гибкость стержня) {\displaystyle \nu L}, где {\displaystyle L} — реальная длина, {\displaystyle \nu } — множитель, определяемый условиями закрепления концов. 